# Bart Gets a 'Z'
Bart Gets a 'Z', titulado Bart se gana una Z en Hispanoamérica y Bart, cero en conducta en España, es el segundo episodio de la vigesimoprimera temporada de la serie animada Los Simpson, emitido originalmente el 4 de octubre de 2009 en Fox y el 9 de mayo de 2010 en Hispanoamérica. El episodio fue escrito por Matt Selman y dirigido por Mark Kirkland. Después de que la última broma de Bart causó que la maestra Krabappel fuera despedida, el trata de compensarla sin decirle que el fue el responsable de todo.

## Sinopsis
La maestra Krabappel tiene una rutina diaria, más pesada de lo normal. Para peor, sus alumnos no le prestan atención y se distraen fácilmente gracias a sus celulares, por lo que comienza a confiscar los aparatos. Entonces Bart y sus compañeros deciden darle una lección, colocándole una buena dosis de alcohol a su café con el que Edna inmediatamente se emborracha y molesta a los alumnos. Luego provoca serias complicaciones a lo largo del día. El director Skinner, tras darse cuenta del estado en que se encuentra Krabappel, la despide, y ella se va triste de la escuela.
Skinner decide reemplazarla con un nuevo maestro, más moderno y dinámico, llamado "Zachary Vaughn", quien impresiona a su clase, con una actitud de locura y amante de los mensajes de texto, blogs, el uso de Twitter y Facebook. A todos les gusta porque Zachary les devuelve sus celulares y en la escuela no hay nadie que no estuviera haciendo una llamada telefónica.
Pero Bart, asustado por la afición de su maestro y atormentado por la culpa, va a visitar a Edna y al darse cuenta de su situación, desea ayudarla. Con Milhouse, encuentra un libro llamado "The Answer" ("La Respuesta" en Hispanoamérica y España), el cual revela los sueños que tiene cada uno. Ayudándola con el libro, se da cuenta de que Edna sueña con tener una tienda de muffins (la cual bautiza como Edna Edibles), así que decide ayudarla a cumplir su deseo y terminan abriendo la tienda, y trabaja con ella ya que no puede contarle la verdad. Pero al darse cuenta de que Edna es feliz, decide revelarle que él fue el culpable de su despido, lo que pone furiosa a la mujer. Ante esto y con la convicción de ayudar a Edna a recuperar su puesto en la escuela, Bart decide tenderle una trampa a Zachary aplicando el mismo método que con el café de su exmaestra, pero en su bebida energética, pero cuando va a hacerlo, se arrepiente. Al día siguiente, cuenta al Director Skinner la verdad. Skinner dice que Bart fue honesto, pero ante lo bueno que es el profesor Zachary, no piensa en traer a Edna de nuevo. Cuando ambos terminan de hablar, escuchan a Zachary, en estado de ebriedad, diciendo barbaridades contra los niños y la escuela, a la vez que le dice al Director que siempre echa vodka a su bebida energética, luego continúa diciendo que los niños no tendrán futuro y que todo es un chiste. Al final, Willie lo saca rápido, mientras Zachary sigue echando improperios contra la escuela. Al final, Edna regresa y como castigo le da a todos sus alumnos un muffin rancio.

## Recepción
En su emisión original, el episodio fue visto por, aproximadamente, 9,32 millones de espectadores y recibió una calificación de Nielsen de 5.1/8, lo cual fue una mejora con respecto al último episodio.
Robert Canning de IGN.com declaró que el episodio fue "ni divertido, ni muy terrible. Está en el medio del camino, pero tiene lo suficiente a su favor para que un aficionado pueda disfrutar del episodio" y le dio una puntuación de 6.9 sobre 10.